# Tricoceps validus
Tricoceps validus är en insektsart som beskrevs av Capener 1968. Tricoceps validus ingår i släktet Tricoceps och familjen hornstritar. Inga underarter finns listade i Catalogue of Life.